# Gaika’s Kop
Der Berg Gaika’s Kop (wörtlich „Gaikas Kopf“; englisch Gaika’s Hill) ist eine markante und isolierte Erhebung in den Amathole-Bergen der südafrikanischen Provinz Eastern Cape. Mit seiner Gipfelhöhe von 1963 Metern überragt er die ihn umgebende Hochlandfläche um etwa 500 Meter. Von seinen Flanken und dem Gipfel ergeben sich bei klarem Wetter Fernblicke in alle Richtungen der Region.

## Lage und naturräumliche Umgebung

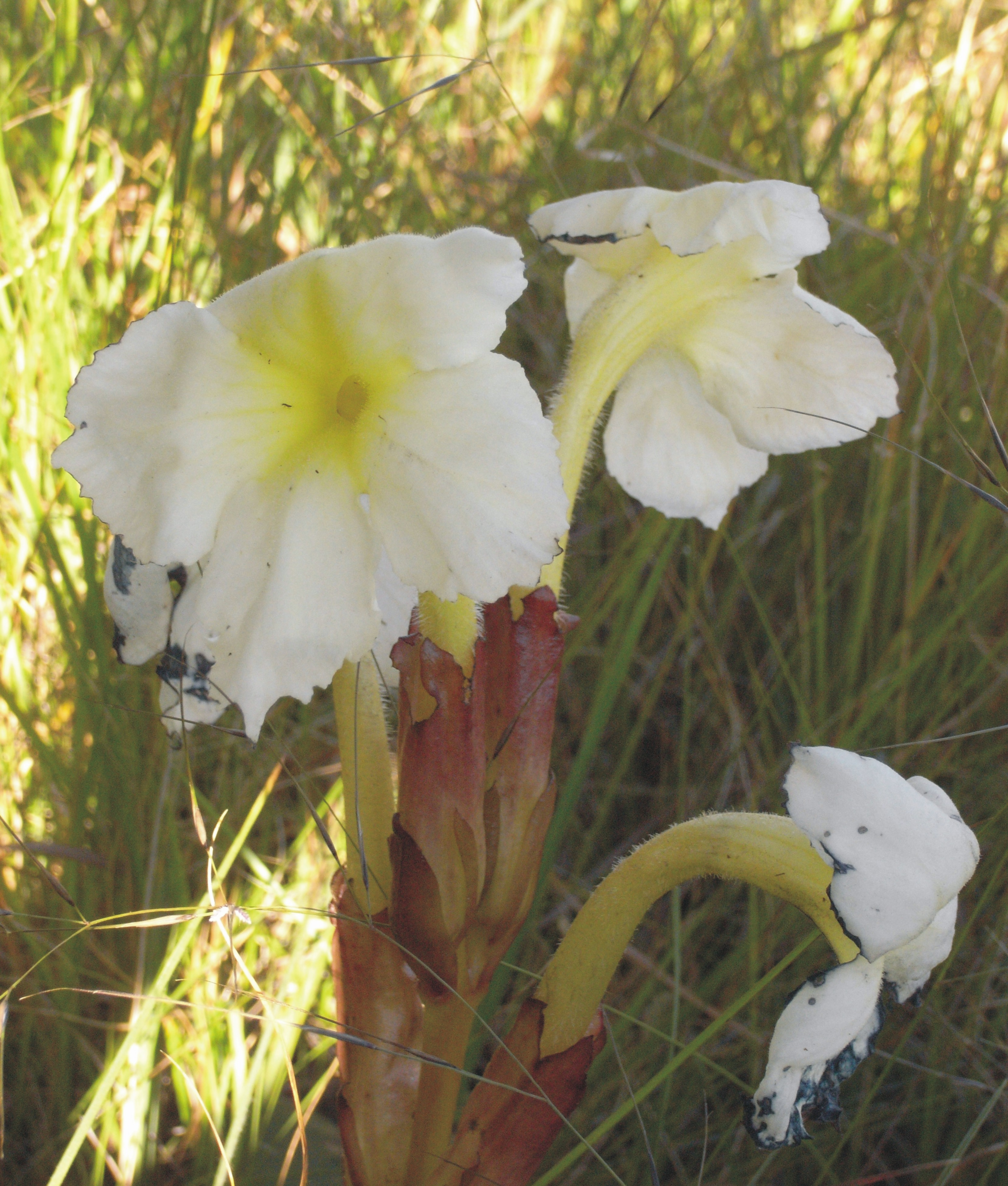
Die Große Tintenblume

Diese Erhebung befindet sich am Rande eines Hochlandes, das von den Amathole-Bergen südwestlich umschlossen wird. Der Berg und seine nahe Umgebung ist überwiegend unbewaldet und weist hauptsächlich, sofern nicht der Fels ansteht, einen dichten Grasbewuchs auf. 
Die sich dem Berg südlich anschließenden Areale des Hochlandes werden im Rahmen eines Aufforstungsprogramms bepflanzt und tragen bereits Nadelwaldbestände. Hier und im östlichen Flankenbereich sammelt sich in kleinen Bächen Oberflächenwasser, das in nördliche Richtung durch den Klipplaatrivier abfließt. Der relative Wasserreichtum im Umfeld des Berges gibt dem artenreichen Grasland seine Existenzgrundlage. Einige seltene Pflanzen sind hier zu beobachten, wie beispielsweise die Große Tintenblume (Harveya speciosa).
Bis heute wird die Region um den Berg als Weideland genutzt, jedoch nicht mehr so intensiv wie noch vor 1994. Es handelt sich um die Gebiete der Farmen Fenfield, Clifton, Dunskye und Cooling.

## Wege zum Gipfel
Der Gipfel ist bei einem Aufstieg am leichtesten von der Westseite zu erreichen. Hier ist auf einer auslaufenden Lehne ein Aussichtsturm bei etwa 1620 Metern angelegt worden, um in Richtung der Ortschaft Hogsback eine Beobachtungsmöglichkeit über das Gelände zu bekommen. Diesen Turm erreicht man auf unbefestigten Fahrwegen, die von der westlich-nordwestlich vorbeiführenden Regionalstraße R 345 im oberen Teil von Hogsback abzweigen. Er ist heute nur noch eine Ruine.
Den alten Zugang bildete der heute kaum noch genutzte Michel’s Pass, dessen wenig befestigter Fahrweg aus Richtung Westen durch das Tal vom Elandsrivier empor führt und am auslaufenden Westhang vom Gaika’s Kop auf dem Hochland in die jüngere Hogsback-Pass-Straße einmündet.

## Geologie
Der Berg besteht aus einem Doleritkern, der sich an dieser Stelle durch eine schlotartige Intrusion gebildet hat, dabei die Karoo-Sedimentschichten durchstieß und sie stellenweise überlagerte. Im Zuge dieser Vorgänge wurden die Sandsteinschichten der Katberg-Formation (innerhalb der Beaufort-Gruppe) an den Flanken des Berges angehoben. Dolerit-Dykes laufen auf den Berg zu. Stellenweise markieren sie sich im Gelände als streifenförmige Geröllablagerungen oder gering bewachsene Zonen mit felsigem Untergrund.
Die an seinem Fuße liegenden Sandsteinschichten haben ergiebige Quellhorizonte, die für das günstige Wasseraufkommen im Umfeld des Berges sorgen.

## Name und Geschichte

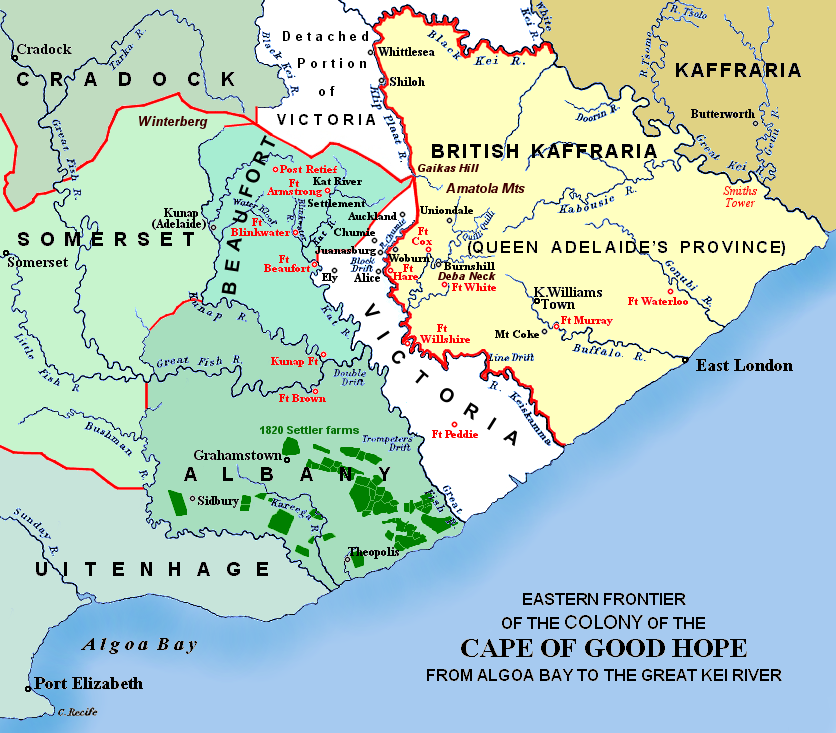
Der Berg Gaika’s Kop (Gaika’s Hill) befand sich in den südafrikanischen Grenzkriegen in einer militärisch bedeutsamen Zone

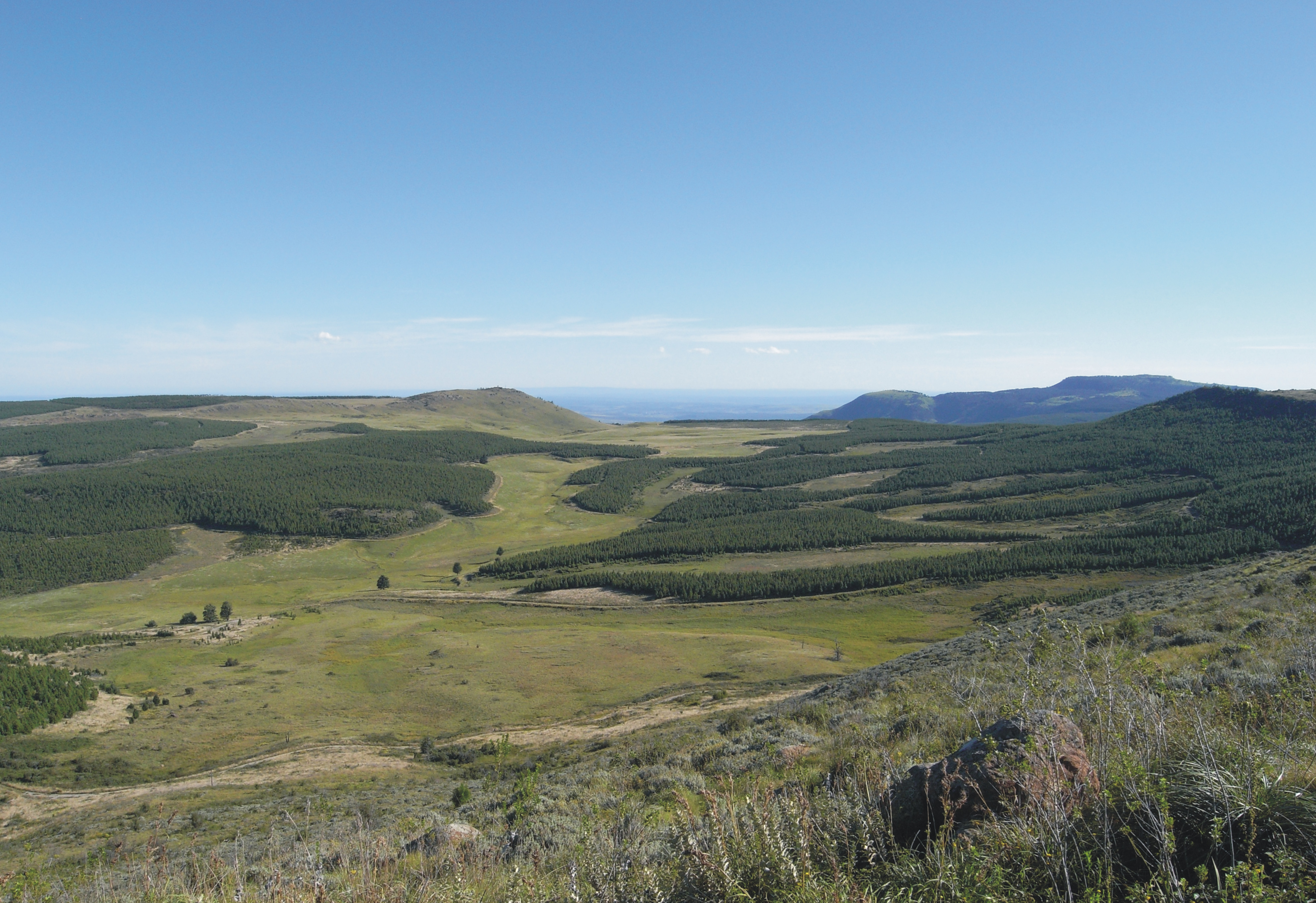
Blick vom Gaika’s Kop zur Anhöhe Tor Doone (Bildmitte links)

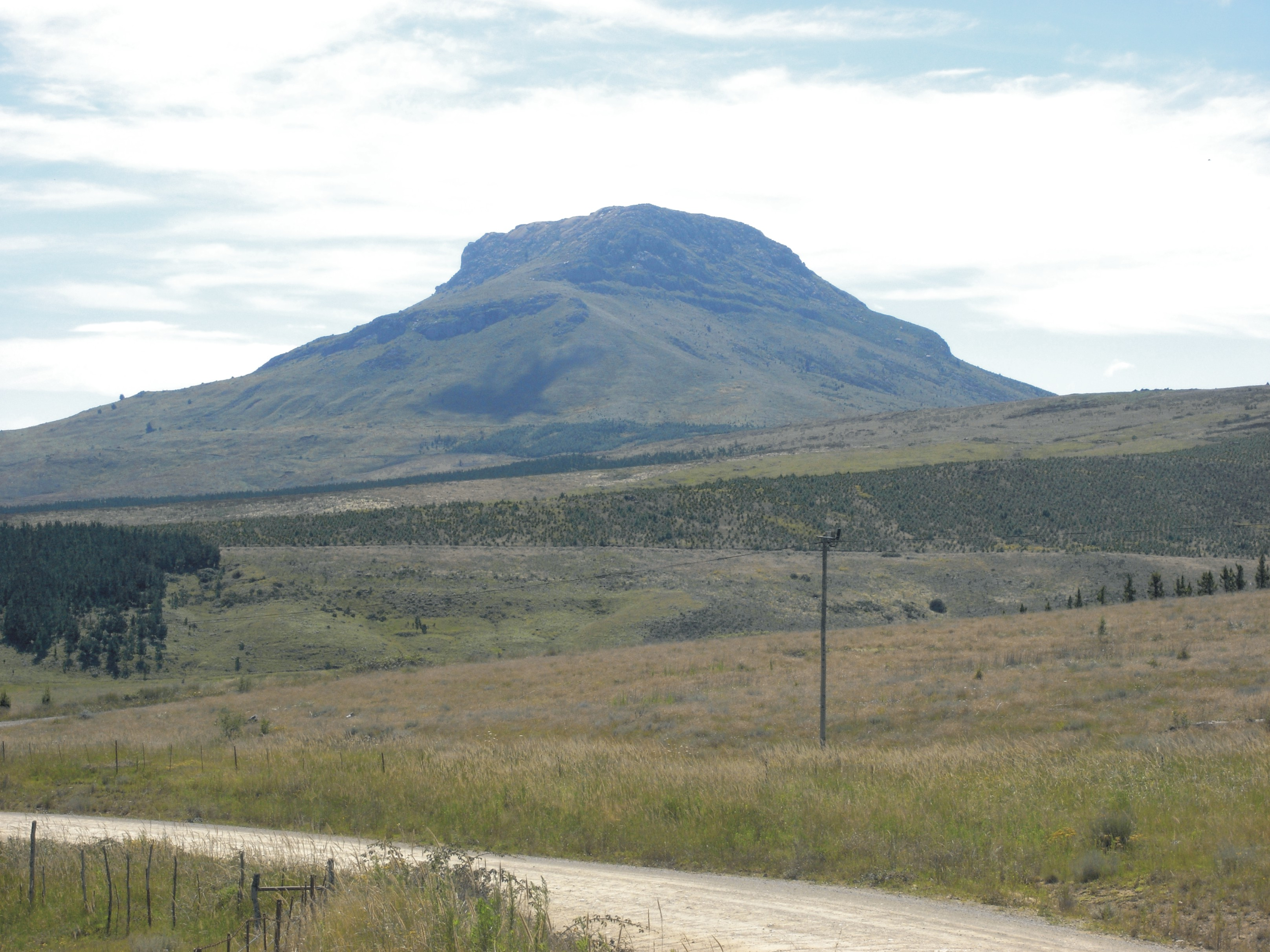
Nordflanke vom Gaika’s Kop

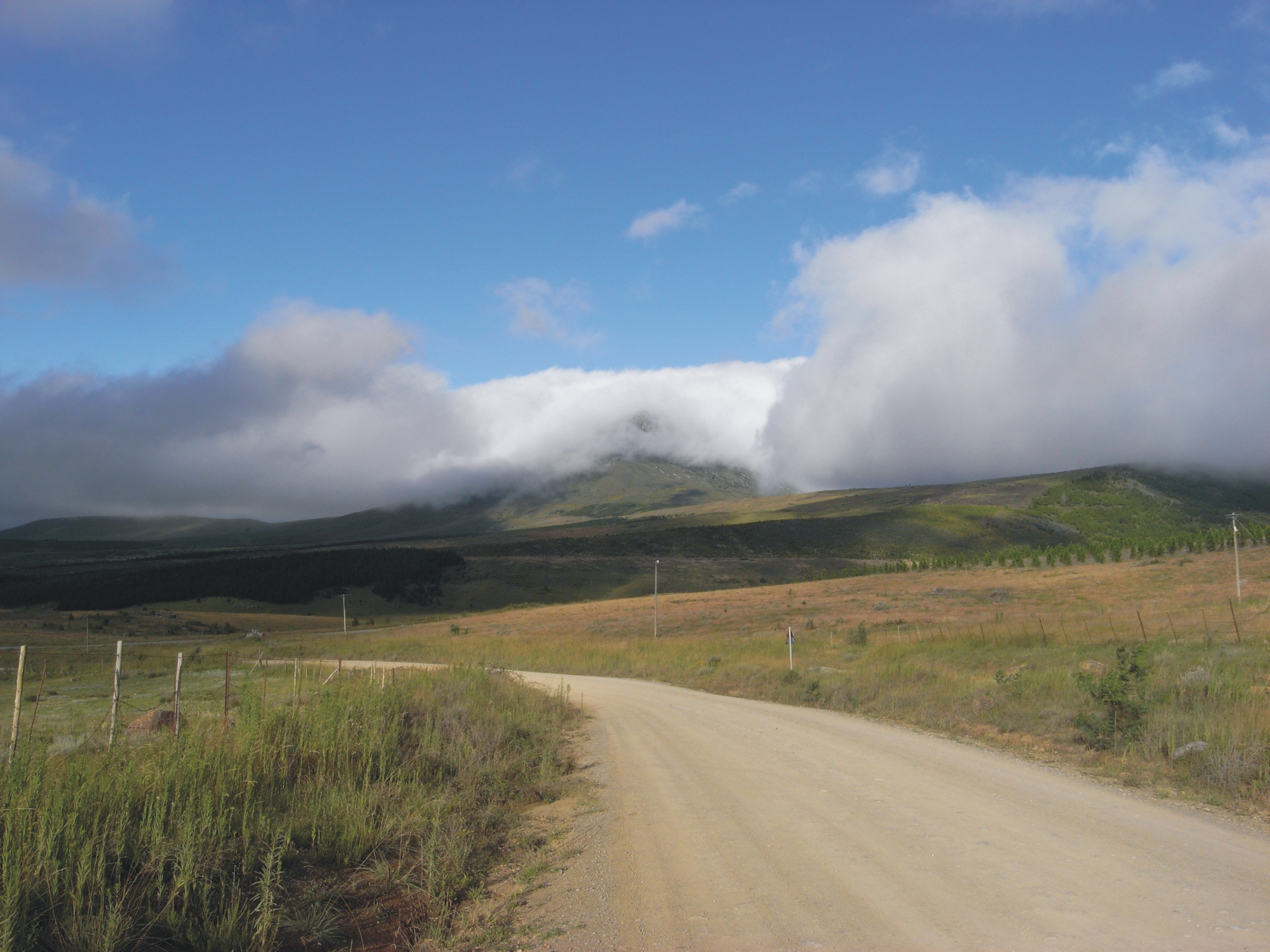
Der Berg in Wolken verhüllt

Gaika’s Kop ist nach dem Xhosa-Häuptling Gaika (in isiXhosa: Ngqika, * 1797; † 13. November 1829) benannt worden, der als militärischer Führer auf Seite der Xhosa-Stämme in den sogenannten Grenzkriegen zu Beginn des 19. Jahrhunderts maßgeblich in Erscheinung trat. Er war der Vater des späteren Xhosa-Anführers Sandile (* 1820; † 1878).
Zur Zeit dieser Kriege war die Region um den Berg für die britischen Truppen und das Xhosa-Volk ein Kampf- und Durchzugsgebiet, das beidseitig einer ständigen Sicherung bedurfte. Dazu errichteten die Kolonialbehörden vier Kilometer südlich des Gipfels einen Beobachtungsposten des Fort Michel (alternative Schreibweise: Fort Mitchell), der auf die Anhöhe Tor Doone (1565 m) in idealer Sichtlage zum Gaika’s Kop gesetzt wurde. Von hier konnten die Aktivitäten der Xhosakrieger um den Gaika’s Kop und im Tyhume-Tal genau verfolgt werden. Diese heute nur noch in Resten erhaltene Anlage war der letzte Punkt in einer Kette solcher Forts in der Region zwischen King William’s Town und Fort Beaufort, die zur Sicherung der umkämpften Gebiete eingerichtet wurden. Umgekehrt beobachteten die Xhosa-Krieger von diesem Berg die Truppenbewegungen der Engländer. Um 1880 entstand wenige Kilometer südlich des Gaika’s Kop am Hogsback-Pass eine Raststation für die Pferdefuhrwerke. 
Das Land um Gaika’s Kop ist aus zwei Gründen eine Region, die im Spannungsfeld widerstreitender Interessen stand. Die jährliche günstige Niederschlagssituation (über 1000 mm/Jahr) am gesamten Gebirgszug der Amathole-Berge gewährleistet eine für das Eastern Cape vergleichsweise günstige Wasserführung in den Wasserläufen und deshalb ist das weit nach Norden und Osten reichende Hochland gutes Weide- und Farmland. Die Region ist ein historisches Siedlungsgebiet der Xhosa.
Gaika’s Kop wurde als ein Punkt bei der Erkundung der Amathole-Berge im Gedicht In the Mist: Hogsback von Francis Carey Slater (1876–1958) verarbeitet.